# Kašperské Hory
Kašperské Hory (německy Bergreichenstein, dříve Reichenstein, stč. Pergreichenssteinské Hory) jsou město v okrese Klatovy, kraj Plzeňský. Část Kašperských Hor zasahuje do CHKO Šumava, jižně až jihovýchodně od města se nachází přírodní rezervace Nebe a Amálino údolí. Žije zde přibližně 1 400 obyvatel.
O někdejším bohatství města vypovídá skutečnost, že se v něm nacházejí tři kostely, výstavná radnice na náměstí, několik kaplí a dalších drobných sakrálních památek.

## Historie

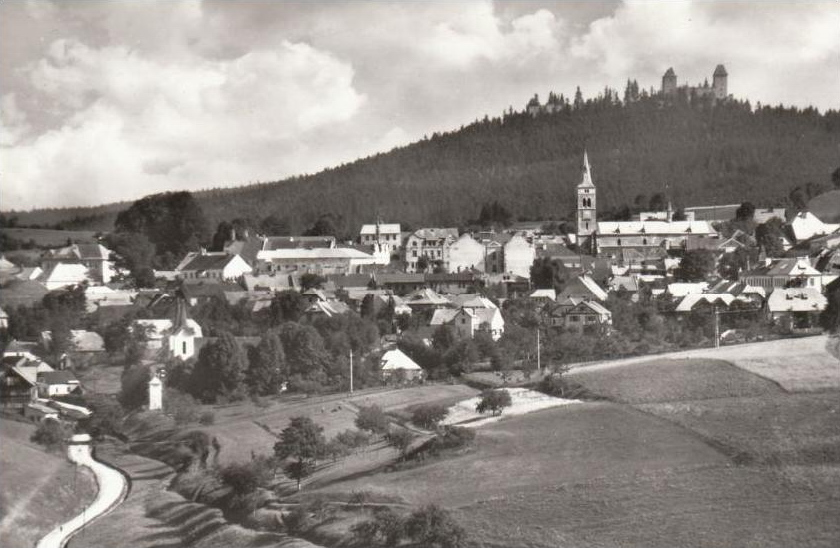
Kašperské Hory v roce 1938

Rok založení Kašperských Hor není známý, zakládací listina se nedochovala. Prostor byl s jistotou osídlen na přelomu 12. a 13. století a za své založení město vděčí především hornictví. Založení sídla v těžce přístupných horách v nadmořské výšce okolo 750 metrů nad mořem nebylo v raném středověku obvyklé. Název osady byl odvozen z názvu hory – Reichenstein (Bohatá skála), později Berg Reichenstein, název Kašperské Hory začal být užíván až v 16. století.
Zlato objevili v této lokalitě téměř s jistotou Keltové, znovu bylo objeveno pravděpodobně ve 13. století, zlatá horečka nastala za vlády posledních Přemyslovců.
Kolem roku 1300 přišli do Kašperských Hor němečtí kolonisté, zkušení těžaři. Z té doby se zachovaly šachty a úklonné štoly v intravilánu města i nejbližším okolí. Většina dolů velkých hloubek nedosahovala, výjimečně to bylo 80 metrů. Na tuto dobu těžby jsou dosud viditelné tzv. pinky, pozůstatků této povrchové těžby je bezpočet.
O dolech se hovoří v pramenech jihlavského horního soudu z roku 1325, který řešil spory horních osad a měst, tedy i Reichensteinu (v listinách je uvedeno Reychstein). Na jihlavský soud se obrátil královský zástupce Reichensteinu pražský královský purkrabí Hynek Berka z Dubé.
V té době patřil k městu i Rejštejn (Unterreichenstein), spojení trvalo až do 16. století.
Jedinečným dokumentem existence a prosperity města je privilegium Jana Lucemburského z 29. září 1345 povyšující horní osadu na svobodné horní město současně s vydáním městského znaku a městskou pečetí. Městský znak je raně gotický trojhranný štít červené barvy, z jehož spodního okraje vyrůstá pravá horníkova paže v černém rukávu třímající ve vodorovné poloze zlatou rukojeť černého mlátku. Po stranách jsou vodorovně položena další dvě černá želízka. Znak vyjadřuje povolání obyvatel města. Je považován na nejstarší městský znak v Čechách, byl vydán dokonce o rok dříve než znak Starého Města Pražského. Znak získali kašperskohorští v roce 1345 jako ozbrojený sbor; byli povoláni do českého vojska na pomoc Janu Lucemburskému proti opevněným slezským městům a hradům. Ve vojsku fungovali díky své specializaci jako „ženijní jednotky“. V souvislosti s tažením proti městu Landshut (dnes Kamienna Gora v Polsku) je v dokumentech, kronikách a literatuře opakovaně uváděno, že do králova vojska odešlo z Kašperských Hor 600 ozbrojených horníků, aniž bylo rýžování a dolování v městě jakkoliv omezeno. Tato – pravděpodobně trochu nadsazená – informace v kronice Beneše Krabice z Weitmile ukazuje na velký rozsah báňských prací a velké osídlení (v té době více než 4 000 obyvatel). „...král se svými dvěma syny, Karlem a Janem, a panem Arnoštem, prvním pražským arcibiskupem, shromáždili veliké vojsko, vtrhli do země toho vévody [Bolka Svídnického] ... Obrátili vojsko k Landshutu, pevnému městu téhož vévody, kteréžto ze všech stran oblehli a získali bez boje. Stalo se tak okolo svátku blahoslaveného sv. Jiří. Potom knížata uzavřela s oním knížetem příměří, ačkoliv mu způsobila mnoho škod, a vrátila se s radostí domů…“. Pravdivost potvrzuje vzpomínané privilegium Jana Lucemburského. Kvůli oddanosti města zavazuje i své syny, že i oni městu musejí v budoucnu odpustit všechny daně s výjimkou daně ze soli.
Se zlatou konjunkturou do města proudili noví a noví horníci a tím pomáhali Janu Lucemburskému výrazně umořit jeho dluhy. V roce 2015 – ve výroční rok této události – byla na budově Muzea Šumavy odhalena pamětní deska Jana Lucemburského.
Také Karel IV. svými zakladatelskými činy významně hospodářsky město Kašperské Hory pozdvihl: vedle založení strážního hradu Kašperk to byla Kašperskohorská větev Zlaté stezky (v délce 24 km a s převýšením 650 metrů).
V 15. století dolování upadlo v důsledku husitských válek. Horníci odcházeli na jiná ložiska a ti, kteří zůstali, splynuli s ostatním obyvatelstvem. Současně s útlumem dolů pravděpodobně nastává zvýšený příliv českého obyvatelstva, které hledá jiné zdroje obživy. V roce 1424 bylo údajně ale v provozu ještě 37 zlatodolů.
Dolování bylo obnoveno v letech 1528–1599, mincovně bylo odevzdáno 76 kg zlata a 3 289 kg stříbra. Město bohatlo, mohlo si dovolit stavět kamenné domy a financovat i umělecké objednávky.
Pro období 1536–1543 jsou v třeboňském archivu dochovány rožmberské účty a výkazy o odvodu zlata do mincovny, z nichž je zřejmé, že Rožmberkové měli právo výkupu zlata bez ohledu na skutečnost, že od roku 1538 byly Ferdinandem I. uděleny horní výsady pro kašperskohorské dolování na 10 let držiteli hradu Jiřímu z Lokšan. Jiří z Lokšan byl majitelem několika budov na náměstí v Kašperských Horách, především budovy radnice, pivovaru a sladovny a několika mlýnů za zlatou rudu.

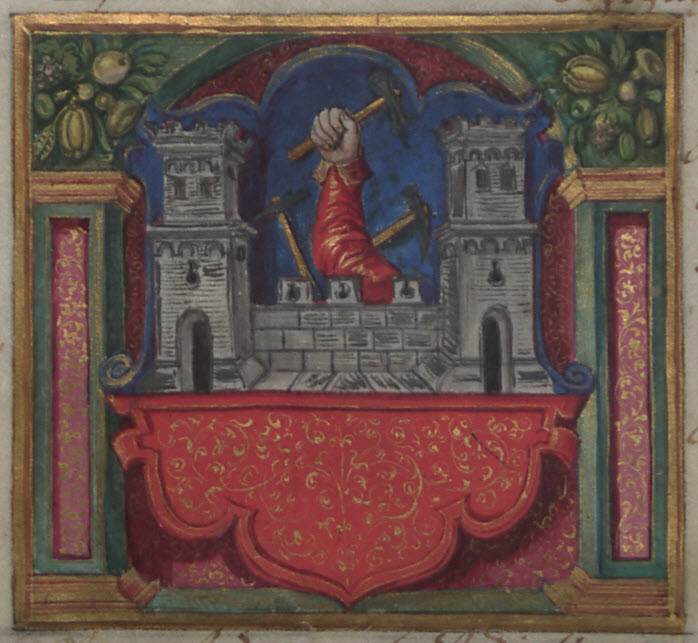
Polepšení městského znaku králem Maxmiliánem II., udělené 4. října 1572 v Prešpurku.

V roce 1572 dosáhlo město polepšení svého znaku a roku 1584 byly Kašperské Hory privilegiem císaře Rudolfa II. povýšeny na královské horní město. Hrad Kašperk získalo město do dědičného vlastnictví v roce 1617.
Velká část blahobytu do města přicházela po kašperskohorské větvi Zlaté stezky. Podstatnou část dováženého zboží tvořila sůl, v městě byl zřízen i sklad soli. Proti tomu silně protestovala města Prachatice a Vimperk, ale neúspěšně. V roce 1603 Rudolf II. potvrdil sklad soli všem třem městům.
Další nepříznivé období znamenala doba třicetileté války. Podle Berní ruly zde po skončení války žilo jen 114 obyvatel a trvalo celá staletí, než se pobělohorské škody zahladily.
Další kolonizační vlna (díky bohatým lesům) vedla k zakládání sklářských hutí.
V 18. a 19. století probíhala těžbě jen příležitostně, a duch hornického města pomalu vyprchával. V letech 1806–1846 došlo k oživení, během něhož byly vyraženy štoly František, Josef, Bedřich a Kristýna (zachovaly se do dnešní doly). Těžařem byl stát, který se snažil zvýšit příjmy do habsburské pokladny. Zisk však žádný nebyl, stát v roce 1868 vyhlásil na prodej zlatodolů i rýžovišť veřejnou dražbu, ale kupec se nenašel. První světová válka a vydání s ní spojená vedla roku 1916 opět k obnovení těžebních prací. V roce 1918 se aktivity ujalo Kašperskohorské zlatodůlní těžařstvo a pracovalo s různým úspěchem do roku 1923.
Kašperské Hory se dokázaly s útlumem dolů hospodářsky dobře vypořádat. S bohatstvím lesů a jejich zpracováním souvisel kromě skláren, papírny na ruční papír i rozvoj truhlářského řemesla (v roce 1878 byla zřízena odborná dřevařská škola, zrušena roku 1927). Pokusy o zavedení sirkařské výroby nebyly úspěšné, stejně tak i zřízení státních úřadů (sídlo soudního okresu připomíná povídka Karla Klostermanna Odysea soudního sluhy; Klostermannova rodina žila v Kašperských Horách, spisovatelův otec byl městským lékařem a členem rady města).
V osmdesátých letech 19. století zavedl Angličan Henry J. Simlimk výrobu dřevěného drátu na okenní žaluzie, který byl vývozním artiklem ještě v době mezi světovými válkami. Továrna na výrobu brýlí (pozdější Okula Nýrsko, závod Kašperské Hory) vyráběla půl miliónu brýlí ročně, dnes je to rodinná továrna Medica Filter vyrábějící zdravotnické zboží. Městský pivovar založený roku 1551 byl přebudován na hotel, vaření piva bylo v roce 2016 částečně obnoveno. Ze skláren na území města, fungovala nejdéle – do 90. let 19. století – sklárna na tabulové sklo ve Vogelsangu (dnes Podlesí).

### Spor o těžbu zlata
V oblasti se údajně nachází asi 120 tun zlata. V 90. letech 20. století probíhal v okolí průzkum možné průmyslové těžby zlata, o kterou usilovala kanadská společnost TVX Bohemia Důlní. Po odmítnutí ze stran úřadů žalovala důlní společnost český stát o 700 milionů korun, pro údajné ušlý zisk. U soudů však firma neuspěla a jejich rozhodnutí nakonec potvrdil svým rozsudkem i Ústavní soud. Ve druhém desetiletí 21. století usiluje o těžbu zlata firma Treasure Valley Holding s r. o. s nizozemským kapitálem, která také v katastru skoupila asi 50 hektarů pozemků. V srpnu 2014 Ministerstvo životního prostředí ČR zamítlo firmě dvě ze tří podaných žádostí na průzkum ložisek zlata v Kašperských Horách.

## Obyvatelstvo
Při sčítání lidu v roce 1921 zde žilo 2 221 obyvatel (z toho 1 067 mužů), z nichž bylo 176 Čechoslováků, 1 978 Němců a 67 cizinců. Kromě římskokatolické většiny zde žilo 39 evangelíků, dva členové církve československé, 33 židů, jeden člen jiných nezjišťovaných církví a osm lidí bez vyznání. Podle sčítání lidu z roku 1930 mělo město 2 289 obyvatel: 186 Čechoslováků, 2 034 Němců, šest Židů, tři příslušníci jiné národnosti a šedesát cizinců. Stále převládali římští katolíci, ale žilo zde také 46 evangelíků, třináct členů církve československé, 23 židů a deset lidí bez vyznání.
|           | 1869  | 1880  | 1890  | 1900  | 1910  | 1921  | 1930  | 1950  | 1961  | 1970  | 1980  | 1991  | 2001  | 2011  |
| --------- | ----- | ----- | ----- | ----- | ----- | ----- | ----- | ----- | ----- | ----- | ----- | ----- | ----- | ----- |
| Obyvatelé | 2 185 | 2 340 | 2 446 | 2 221 | 2 228 | 2 221 | 2 289 | 1 539 | 1 362 | 1 438 | 1 567 | 1 528 | 1 494 | 1 320 |
| Domy      | 205   | 211   | 204   | 198   | 214   | 219   | 266   | 329   | 285   | 235   | 261   | 296   | 326   | 343   |

## Obecní správa

### Části města
- Kašperské Hory
- Červená
- Dolní Dvorce
- Kavrlík
- Lídlovy Dvory
- Opolenec
- Podlesí
- Tuškov
- Žlíbek

### Členství ve sdruženích
Kašperské Hory jsou členem sdružení Čechy nad zlato, které vzniklo v roce 1996 za účelem ochrany životního prostředí v oblastech ohrožených průzkumem ložisek a těžbou zlata.

## Společnost

### Školství
- Základní škola, Základní umělecká škola a Mateřská škola
- Dům fotografů

### Kultura
- Muzeum Šumavy Kašperské Hory – Náměstí 140
- Galerie Muzea Šumavy – Náměstí 141
- Muzeum motocyklů a expozice české hračky – Vimperská 12
- Hornický skanzen Kašperské Hory – skanzen s funkčními modely zlatorudných mlýnů; technická památka
- Muzeum seismometrie – Červená 44

### Sport
- Multifunkční sportovní hala
- Ski areál Kašperské Hory

### Festivaly
- Filmové Kašperské Hory

## Pamětihodnosti

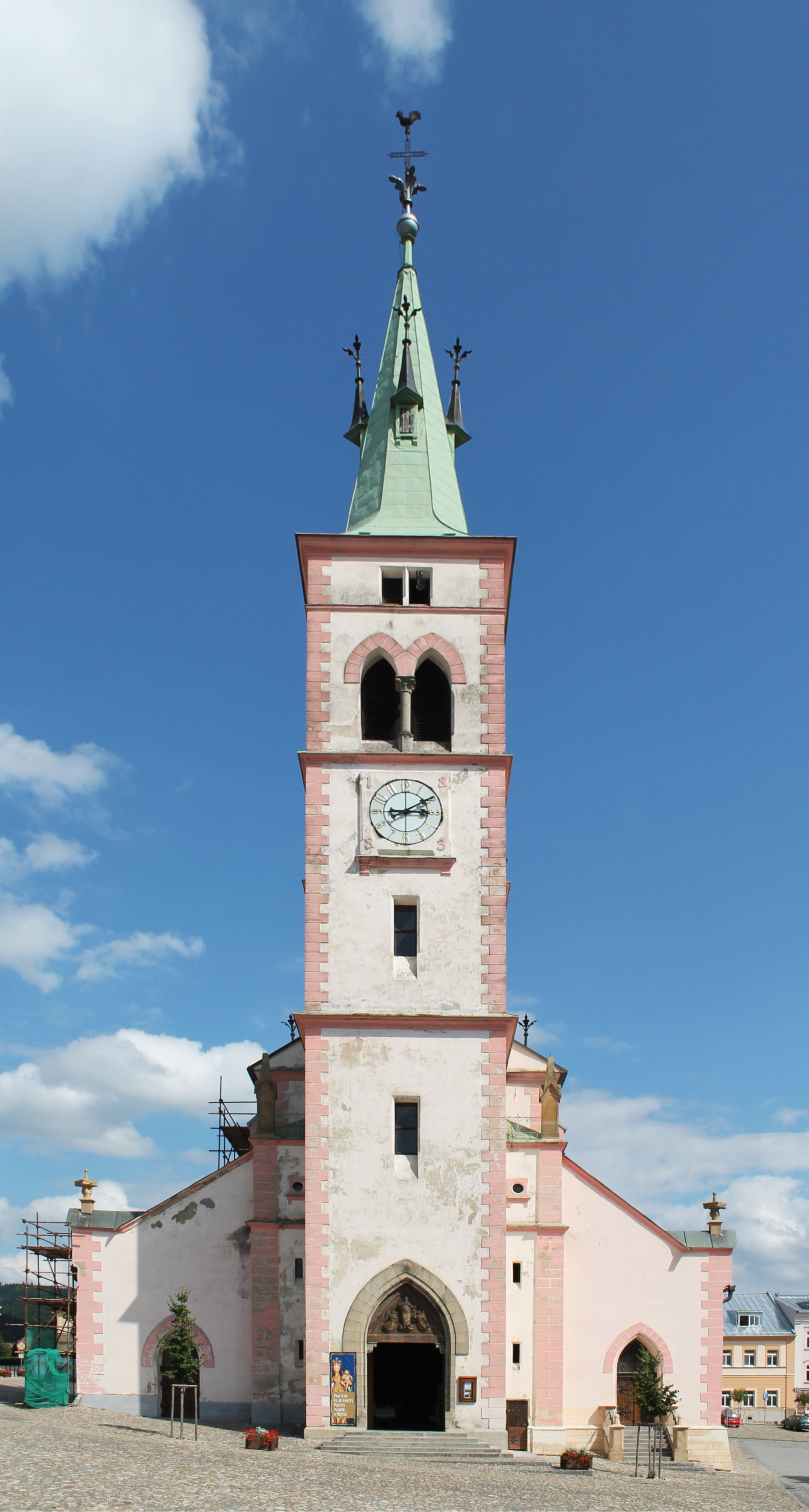
Děkanský kostel svaté Markéty

- Arciděkanský kostel svaté Markéty byl postaven ve druhé polovině 14. století a od roku 1396 je doložen jako farní kostel svatého Leonharda. Roku 1796 byl povýšen na děkanský kostel. V roce 1883 byl přestavěn v novogotickém slohu a přibyla nová věž[11]
- Hřbitovní kostel svatého Mikuláše na severozápadním konci obce v části zvané Svatá Anna. Trojlodní kostel byl postaven na počátku 14. století a je tak nejstarším farním kostelem města[12]
- Hřbitovní kaple svaté Anny, která se nachází vedle kostela sv. Mikuláše, patrně vznikla společně kostelem a roku 1757 byla barokně upravena
- Poutní kostel Panny Marie Sněžné s kapličkou Panny Marie Klatovské na jižním okraji města je novorománská stavba z let 1850–1867 postavená podle plánů místního stavebního mistra Johanna Buchingera[13]
- Renesanční radnice na náměstí, někdejší svobodný dům Jiřího z Lokšan, dar od krále Ferdinanda I. Městu ho v roce 1551 odkázala vdova po Jiřím z Lokšan
- Budova děkanství na náměstí
- Socha svatého Jana Nepomuckého na náměstí
- Úpravna zlaté rudy, archeologické naleziště
- Kamenný pranýř z roku 1630 se nachází západně od města na úpatí Šibeničního vrchu[14]
- Sýpka
- Kaple Panny Marie Klatovské
- Kaplička nad Rejštejnskou cestou
- Kaplička Pohraniční stráže
- Kaplička Grantl u hřbitova
- Kaplička sv. Huberta
- Boží muka
- hrad Kašperk na Zámeckém vrchu, severně od města
- Zřícenina hradu Pustý hrádek na Zámeckém vrchu severně od města

## Osobnosti
- Jan Kardinál z Rejštejna (Johannes Cardinalis von Bergreichenstein), v letech 1416–1419 rektor Univerzity Karlovy

## Kultura
V Kašperských Horách a okolí se natáčelo velké množství televizních i filmových pořadů, např. Vůně vanilky, Anděl Páně, Hop nebo trop 2, Policie Modrava.

## Partnerská města
- Grafenau, Německo